# Strada del vino dei Colli Euganei
La strada del Vino Colli Euganei si estende all'interno dell'area naturalistica del parco regionale dei Colli Euganei ed è nata con l'idea di creare una "strada" che colleghi le aziende agricole e gli agriturismi, le cantine, i bed & breakfast, i ristoranti e le trattorie della zona dei Colli Euganei che hanno aderito al progetto.
Le aziende che appartengono alla strada del Vino garantiscono un accurato rispetto delle norme produttive ed alti livelli di qualità. Aderiscono alla strada del vino anche la provincia di Padova, il Parco regionale dei Colli Euganei, il Consorzio tutela vini DOC Colli Euganei, i comuni di Vo', Torreglia, Rovolon e Galzignano Terme e l'Associazione provinciale pubblici esercizi.

## Sede
La sede dell'associazione si trova a Vo' Euganeo, presso il Consorzio Volontario per la Tutela dei Vini Colli Euganei, in piazzetta Martiri 10.

## Eventi e manifestazioni

### Caccia al tesoro
La "caccia al tesoro" è una manifestazione legata alla strada che si svolge a cadenza annuale nel mese di aprile/maggio. Consiste in una caccia al tesoro per i Colli Euganei. I percorsi si snodano sulle strade, percorsi ciclabili e sentieri dei colli e i partecipanti visitano alcune attrattive turistiche dell'area e le strutture turistiche associate alla Strada del vino Colli Euganei. Le squadre sono composte da un minimo di due persone a un massimo di dieci. Ogni concorrente può essere iscritto in una sola squadra. Ogni squadra può scegliere di partecipare ad uno dei tre percorsi: auto o moto, bicicletta o piedi. Il ritrovo è presso Villa Bassi ad Abano Terme

### Settimana del vino
La "settimana del vino"  è una manifestazione con cadenza annuale che si tiene nel mese di maggio. Durante la Settimana del vino, le cantine associate con la Strada del vino dei Colli Euganei sono eccezionalmente aperte al pubblico e con visite guidate alla scoperta dei sapori della provincia di Padova e con eventi ed incontri a tema.

### Golosa Bike
"Golosabike" è una manifestazione che unisce i Colli Euganei con la tradizione agricola e culturale del territorio. Nel corso di un giro in bicicletta, vengono presentati i prodotti tipici più significativi del territorio euganeo come il vino, l'olio, gli insaccati e le ricette tradizionali salate e dolci. La manifestazione ha cadenza annuale e viene organizzata nel mese di maggio/giugno.